# François Philippe de Melun
Pour les articles homonymes, voir Melun (homonymie).
Henri François Philippe de Melun ( † 7 février 1690), marquis de Richebourg, comte de Beaussart, était un militaire flamand, au service de la Couronne d'Espagne, du XVIIe siècle.

## Biographie
François-Philippe de Melun était colonel d'un régiment de cavalerie de son nom, général de bataille des armées du roi catholique, capitaine de ses gardes du corps du roi, dits « archers ».
François-Philippe se signala à la défense de Lille en 1667, et fut blesse dans une sortie qu'il fit pendant le siège de Valenciennes en 1677 ; ce qui causa la prise de la place.
Il exerça également les fonctions de gouverneur de Gand en 1671, de Valenciennes en 1677, de Gueldre en 1679, premier commissaire au renouvellement du magistrat de Gand le 21 mai 1682, gouverneur et grand bailli de Hainaut, par intérim, le 6 mai 1688.
Il mourut le 7 février 1690.
Il avait épousé, en février 1665, Marie-Thérèse de Gand ( † 1714), dite « Vilain », laquelle se remaria à Jean-Dominique comte de Maldeghem. Elle était fille de Balthazar-Philippe de Gand (1617 † 1680),, dit Vilain, créé 1er prince de Masmines (1652), comte d'Isenghien et de Middelbourg, vicomte d'Ypres, baron de Rassenghien et de Frentz, seigneur de Glajon et des villes de Lannoy, de Watten et de Charleroi, chevalier de la Toison d'or, et de donna
Louise Henriquez-Sarmiento.

## Ascendance et postérité
- De son mariage avec Marie-Thérèse de Gand, François Philippe avait eu :
  - Marie-Jeanne-Baptiste (1684 † 1er novembre 1754 - Pfaffstätt), mariée en 1702 à Munich avec Ferdinand Marquard Joseph Anton[3] (1673 † 1730), comte de Wartenberg (de), chevalier de la Toison d'or (1695, brevet n°584), dont postérité (une fille) ;
  - Louise Eugénie (née en 1665), chanoinesse du haut chapitre de Sainte-Aldegonde de Maubeuge, mariée en 1680 avec Maximilien van de Woestyne ( † après 1726), 1er marquis de Becelaere (mai 1705), baron de « Troibrèze », dont postérité ;
  - Marie Madeleine Josèphe Elisabeth, mariée le 9 avril 1690 avec Charles François de Monchy, marquis de Senarpont, seigneur de Réderic et de Guimerville, page de la Petite Écurie du Roi, mousquetaire, capitaine à Failly-dragons (1690), dont postérité ;
  - Jean François, comte de Beaussart, colonel d'un régiment de cavalerie pour le service de Philippe V, roi d'Espagne (1705 et 1706), et député de l'état noble de la province de Flandres, à la publication de la Pragmatique Sanction, à Bruxelles, le 15 mai 1725, marié en 1700 avec Marie Volkaere de Welden ( † 17 novembre 1728), fille de Frédéric-Francois-Hubert Volckaert, seigneur de Weldene, Spiegelhove et Salardinghe, et de Françoise-Ferdinandine de Boneem ;
  - Philippe, marquis de Richebourg, grand d'Espagne de 1re classe, vice-roi de Galice, marié avec Mlle Visconti de Milan, dont :
    - Marie, mariée en 1703 avec François Marquard, comte de Wartenberg (de), chevalier de la Toison d'or

  - Guillaume (1670 † 1734), marquis de Richebourg, comte de Beaussart, chevalier de la Toison d'or (1700, brevet n°608), grand d'Espagne de 1re classe, fut colonel d'un régiment de dragons de son nom et maréchal de camp des armées de Philippe V, roi d'Espagne (1704), vice-roi de Galice (1707), colonel des gardes wallonnes (1726), lieutenant-général des armées de S. M. C, et vice-roi de Catalogne (1725-1735), marié avec Marie Françoise d'Ursel ( † 4 août 1720), fille de François (1626 † 10 août 1696 - Anvers), 2e comte d'Ursel (1659), de Milan, de Séneghem et du Saint-Empire, vicomte de Vyve-Saint-Eloy, baron de Hoboken, seigneur de Hinghene, grand-veneur et haut-forestier de Flandres, colonel et général de bataille au service de Charles II, roi d'Espagne, et d'Honorine-Marie-Dorothée de Hornes-de Baucignies, dont :
    - Anne-Françoise (née en 1690 † après octobre 1759), religieuse à l'abbaye d'Origny (diocèse de Laon), puis abbesse de Notre-Dame de Céranne, en Brie, et ensuite de Saint-Pierre de Lyon (17 septembre 1738). Elle vivait encore en.
    - Marie-Lidie-Albertine (vers 1695 † 13 décembre 1746 (à 51 ans) - Lille), marquise de Richebourg, comtesse de Beaussart, grande d'Espagne de 1re classe, morte sans avoir pris d'alliance.

## Décorations
Il fut fait chevalier de la Toison d'or (1683, brevet no 530).